# Imad al-Dawla Abdelmalik
Pour l’article homonyme, voir Imad al-Dawla.
Abdelmalik ibn Mustain, de son nom de règne Imad al-Dawla (en arabe pilier de la dynastie), latinisé en Mitadolus, est le cinquième roi de la dynastie houdide de la taïfa de Saragosse, lors d’un très court intermède, en 1110.

## Biographie
Successeur d’Al-Musta'in II à sa mort en 1110, il ne peut résister au harcèlement permanent des Almoravides et des Aragonais, et se voit contraint de demander l’aide de la Castille, devenant de facto l'un de ses vassaux. Les Almoravides, ne pouvant accepter cet état de fait, prennent la ville en 1110. En conséquence, Imad al-Dawla se réfugie dans la forteresse inexpugnable de Rueda, où il crée un petit État. Avec lui prend fin la taïfa indépendante de Saragosse. Il conserve toutefois avec lui une grande partie du trésor royal et continue de lutter contre les Almoravides de Saragosse, jusqu’à la conquête de la ville par Alphonse le Batailleur en 1118, suivie rapidement par l’ensemble du royaume et des villes de Calatayud et de Daroca après la bataille de Cutanda en 1120.
Il participe à cette dernière campagne contre les Almoravides au cours de laquelle il fait la connaissance du duc Guillaume IX d'Aquitaine, a qui il fait cadeau d’un vase taillé dans un bloc de cristal de roche, plus tard offert à Louis VII de France par Aliénor d'Aquitaine.